# Залужье (Духовщинский район)
Залужье — деревня в Духовщинском районе Смоленской области России. Входит в состав Бабинского сельского поселения. Население — 6 жителей (2007 год).
Расположена в северной части области в 17 км к юго-западу от Духовщины, в 15 км западнее автодороги Р136 Смоленск — Нелидово, на берегу реки Славица. В 28 км юго-восточнее деревни расположена железнодорожная станция Присельская на линии Москва — Минск.

## История
В годы Великой Отечественной войны деревня была оккупирована гитлеровскими войсками в июле 1941 года, освобождена в сентябре 1943 года.